# Camille Juillet
Pour les articles homonymes, voir Juillet.
 (août 2014).
Si vous disposez d'ouvrages ou d'articles de référence ou si vous connaissez des sites web de qualité traitant du thème abordé ici, merci de compléter l'article en donnant les références utiles à sa vérifiabilité et en les liant à la section « Notes et références ».
Camille Juillet est une rameuse d'aviron française née le 30 mars 1996 à Verdun.

## Biographie
À l'âge de 18 ans, elle a remporté la médaille de bronze d'aviron en skiff lors des Jeux olympiques de la jeunesse d'été de 2014. Elle a terminé troisième de cette épreuve en 3 h 53 m et 80 s à 2 secondes et 47 millièmes de la première, Krystsina Staraselets.
Le 10 août 2014, elle a participé à la finale des Championnats du monde juniors en skiff et a terminé deuxième.

## Palmarès
- Vice-championne du Monde Junior en skiff, en Allemagne, à Hambourg en 2014.
- Vice-championne d'Europe Junior en skiff, en Belgique, en 2014.
- Skiff féminin aux Jeux Olympiques de la Jeunesse 2014.
- Championne de France Junior, à Paris, à l'ergo en salle en 2014.
- Championne de France Junior en Skiff en 2014.
- Championne de France Junior, à Vichy, en Double en 2014.